# Iain Pears
Iain Pears (1955) es un historiador de arte inglés, novelista y periodista. 

## Biografía
Pears nació en Coventry. Estudió en Warwick School, Wadham College y Wolfson College, Universidad de Oxford. Antes de escribir,  trabajó como reportero para la BBC, Canal 4 (Reino Unido) y ZDF (Alemania) y fue corresponsal para Reuters de 1982 a 1990 en Italia, Francia, Reino Unido y EE. UU. Pears alcanzó el éxito literário con su primera novela La cuarta verdad (1997), traducida a varias lenguas.  Es un escritor conocido por experimentar con estructuras narrativas diferentes, presentando cuatro versiones consecutivas de los mismos acontecimientos en La Cuarta verdad, tres historias interconectadas en El Sueño de Scipion (2002), tres historias en orden cronológico inverso en la caída de Stone (2009), y permitiendo al lector cambiar entre narrativas múltiples en la versión de libro electrónica de Arcadia (2015).  También ha escrito la serie de Jonathan Argyll, historiador de arte.  Pears actualmente vive con su mujer e hijos en Oxford.

### Jonathan Argyll serie (misterios de la historia del arte)
Esta serie presenta al detective e historiador Jonathan Argyll que trabaja con dos miembros del ficticio Equipo de Arte italiano: Flavia di Stefano y el General Bottando. Se han publicado siete libros en la serie:
- The Raphael Affair (1991)
- The Titian Committee (1992)
- The Bernini Bust (1993)
- The Last Judgement (1994)
- Giotto's Hand (1995)
- Death and Restoration (1996)
- The Immaculate Deception (2000)

### Novelas
- La cuarta verdad. Salamandra (2000)
- El Sueño de Escipión. Círculo de lectores (2003)
- El Retrato (2005)
- La caída de John Stone. Seix Barral (2010)
- Arcadia (2015)

### Otros libros
- El Descubrimiento de Pintura (1989)